# Association des sports amateurs et des jeux du Commonwealth de l'île Norfolk
L'association des sports amateurs et des jeux du Commonwealth de l'île Norfolk , en anglais Norfolk Island Amateur Sports and Commonwealth Games Association  est l’organisme qui est responsable du mouvement sportif et des Jeux du Commonwealth dans le territoire australien de l'île Norfolk.
L'île totalise près de 2000 norfolkais mais a participé à toutes les éditions depuis 1986 en envoyant une délégation relativement importante (20 en 2006). En 1994 et 2018, le pays s'est même hissé sur la troisième marche du podium dans la discipline de boulingrin. L'association représente le territoire pour les Jeux du Pacifique.
Tom Lloyd, qui, en tant que secrétaire de l'Association des sports amateurs et des jeux du Commonwealth de l'île, a contribué à faire accepter Norfolk au sein de la Fédération des Jeux du Commonwealth, malgré l'opposition de l'Australie.